# Aspremont (Alpes Marítimos)
Aspremont es una comuna francesa situada en el departamento de Alpes Marítimos, de la región de Provenza-Alpes-Costa Azul.

## Demografía
| 465 | 698 | 771 | 1 150 | 1 496 | 1 853 | 2 173 | 2 139 |
| Para los censos de 1962 a 1999 la población legal corresponde a la población sin duplicidades (Fuente: INSEE [Consultar]) |     |     |       |       |       |       |       |